# تیموته ژوردن
تیموته ژوردن (فرانسوی: Timothée Jordan‎؛ زادهٔ ۲۷ فوریهٔ ۱۸۶۵ - درگذشته نامشخص) بازیکن کریکت اهل فرانسه بود.